# Neognathae
Los neognatos (Neognathae; del griego ‘mandíbulas nuevas’) son uno de los dos superórdenes de aves dentro de la subclase Neornithes. Neognathae contiene prácticamente todas las aves vivas, a excepción de las pertenecientes a su taxón hermano (el otro superorden viviente, Palaeognathae), que contiene los tinamúes y las no voladoras Ratites (avestruces, emúes, etc.).
Los neognatos tienen fusionados los huesos metacarpianos, tienen un tercer dedo, alargado, y trece o menos vértebras. Se diferencian de las aves del superorden Palaeognathae en características como la estructura de las mandíbulas. «Neognathae» significa ‘nuevas mandíbulas’, pero, irónicamente, parece que las supuestas «más antiguas» mandíbulas de los paleognatos son de los pocos caracteres apomórficos (más derivados) de este grupo, en comparación con los neognatos.[cita requerida]
Hay cerca de 10 000 especies de neognatos. Desde finales del Cretácico, de donde son los primeros fósiles conocidos, han experimentado una radiación adaptativa que ha conducido a la enorme diversidad de formas y comportamiento de la actualidad. Dentro de este superorden se encuentran las paseriformes, el clado más amplio de vertebrados terrestres, que contiene un 60 % de las aves actuales, y tiene más del doble de especies que los roedores, y unas 5 veces más que los quirópteros (murciélagos y zorros voladores), que son los clados más grandes de mamíferos. Por otro lado, este superorden contiene algunos órdenes muy pequeños, por lo general de aves de relaciones filogenéticas muy poco claras, como el hoatzin.

## Taxonomía y sistemática
- Neognathae
  - Galloanserae
    - Anseriformes, como el cisne.
    - Galliformes, como el gallo.

  - Neoaves
    - Podicipediformes (zambullidores).
    - Phoenicopteriformes (flamencos).
    - Pterocliformes (gangas).
    - Opisthocomiformes (el hoacín).
    - Phaethontiformes (aves del trópico).
    - Columbiformes (palomas).
    - Aegotheliformes.
    - Strisores, como el vencejo y los colibríes.
    - Gruiformes, como las grullas.
    - Cuculiformes (cucos).
    - Gaviiformes (colimbos).
    - Procellariiformes (albatros y petreles).
    - Sphenisciformes (pingüinos).
    - Pelecaniformes, como los pelícanos.
    - Suliformes, como los alcatraces.
    - Ciconiiformes (cigüeñas).
    - Charadriiformes, como las gaviotas.
    - Cathartiformes, como el cóndor.
    - Falconiformes, como el halcón peregrino.
    - Strigiformes, como las lechuzas.
    - Coliiformes, como el pájaro ratón.
    - Trogoniformes, como los quetzales.
    - Coraciiformes, como el martín pescador.
    - Piciformes, como los tucanes.
    - Psittaciformes, como los guacamayos.
    - Passeriformes, como los gorriones.
    - Bucerotiformes, como la abubilla.